# Sahnie
Sahnie, właśc. Hans Runge (ur. 12 czerwca 1962 w Hameln) – niemiecki muzyk punkrockowy, w latach 1982–1986 basista berlińskiej grupy muzycznej Die Ärzte.
Jego pseudonim, Sahnie, wziął się od tego, że Hans zawsze na koncerty zabierał ze sobą cukierki śmietankowe (niem. Sahnebonbons).
W 1982 Sahnie założył wraz z Farinem Urlaubem i Belą B. grupę Die Ärzte (niem. Lekarze), z której później został wyrzucony.
Po wydaleniu z zespołu Runge wyjechał do Malezji i założył tam firmę tworzącą oprogramowanie.

## Dyskografia

### albumy
- 1989: Erzste Sahne

### single
- 1989: Trockenschütteln
- 1989: Magen